# Christopher Edmondson
Christopher Paul Edmondson (* 25. Juni 1950 in Carlisle, England) ist ein anglikanischer Geistlicher. Von 2008 bis 2016 war er Bischof von Bolton.

## Leben und Karriere
Edmondson studierte am Sankt Johns College in Durham, wo er mit dem Master in Theologie abschloss. Im Jahr 1974 wurde er zum Priester geweiht. In der Gemeinde Kirkheaton begann er mit einer Stelle als Kurat. In der Zeit von 1979 bis 1986 war er Pfarrer von Ovenden und gleichzeitig Berater für den Bischof von Wakefield.
Am 25. April 2008 wurde Edmondson zum Bischof von Bolton in der Diözese Manchester geweiht. 2016 ging er in den Ruhestand. Er ist Vater von zwei Söhnen und lebt mit seiner Ehefrau in Bradford.

## Ausrichtungen
- 1950–1974: Chris Edmondson Esq
- 1974–2008: The Revd Chris Edmondson
- seit 2008: The Rt Revd Chris Edmondson